# 誰來演戲
《誰來演戲》（英語：Guess Who's Coming to Act）是鏡新聞藝文節目部製播的節目內容，本系列包括 《誰來演戲》 和 《誰來演戲之圓桌對談》 兩檔節目。

## 節目內容

### 第一季
2022年首季《誰來演戲》 由金馬獎最佳男配角得主納豆 (藝人)主持，帶領觀眾回顧演員來賓的代表作品與心路歷程，了解他們是如何轉譯生活養分，形成自己獨特的表演語言與風格，「一齣好戲」單元更呈現演員未曾展現的全新面貌。
本系列2022年7月2日起於鏡電視新聞台、中華電信MOD、Hami Video、四季線上4gTV、愛爾達電視OTT及亞太電信Gt TV跟播。

#### 第一季節目來賓
| 集數 | 播出日期      | 來賓   |
| 1    | 2022年7月2日  | 鄭人碩 |
| 2    | 2022年7月9日  | 劉品言 |
| 3    | 2022年7月16日 | 莊凱勛 |
| 4    | 2022年7月23日 | 王琄   |
| 5    | 2022年7月30日 | 簡嫚書 |
| 6    | 2022年8月6日  | 黃健瑋 |
| 7    | 2022年8月13日 | 邵雨薇 |
| 8    | 2022年8月20日 | 傅孟柏 |
| 9    | 2022年8月27日 | 黃鐙輝 |
| 10   | 2022年9月3日  | 楊小黎 |
| 11   | 2022年9月10日 | 宋柏緯 |
| 12   | 2022年9月17日 | 鄭家榆 |
| 13   | 2022年9月24日 | 子育   |

### 第二季
2025年推出最新一季《誰來演戲》，是由熱愛駕駛的演員劉品言掌舵，她化身專屬司機，與來賓在車內展開輕鬆而深刻的對談，讓這個小小空間成為卸下心防的避風港。不只停留於車內，旅途中他們更將中途下車，走進與來賓賓人生故事緊密相連的場域——可能是啟發夢想的劇場、青春記憶的巷弄，抑或影響深遠的轉折之地。這趟旅程，不只是訪談，更是一場與過去對話的邂逅。
本系列2025年3月2日起於鏡電視新聞台、中華電信MOD及Hami Video跟播。

#### 第二季節目來賓
| 集數 | 播出日期      | 來賓           |
| 1    | 2025年3月2日  | 林予晞         |
| 2    | 2025年3月9日  | 李銘忠         |
| 3    | 2025年3月16日 | 張榕容         |
| 4    | 2025年3月23日 | 詹懷雲         |
| 5    | 2025年3月30日 | 修杰楷         |
| 6    | 2025年4月6日  | 謝欣穎         |
| 7    | 2025年4月13日 | 春風（洪瑜鴻） |
| 8    | 2025年4月20日 | 楊謹華         |
| 9    | 2025年4月27日 | 巫建和         |
| 10   | 2025年5月4日  | 9m88           |
| 11   | 2025年5月11日 | 詹子萱         |
| 12   | 2025年5月18日 | 傅孟柏         |
| 13   | 2025年5月25日 | 蔡淑臻         |

#### 第二季播出時間
| 頻道         | 所在地 | 播映日期      | 播出時間     |
| ------------ | ------ | ------------- | ------------ |
| 鏡電視新聞台 | 臺灣   | 2025年3月2日  | 每週日 23:00 |
| 中華電信MOD  | 臺灣   | 2025年3月12日 | 每週一 00:00 |
| Hami Video   | 臺灣   | 2025年3月12日 | 每週一 00:00 |
| YouTube      | 臺灣   | 2025年3月15日 | 每週三 12:00 |

## 外部連結
- 官方网站
- 誰來演戲的Instagram帳戶
- 誰來演戲的Facebook專頁
- YouTube上的《誰來演戲》第一季播放列表
- YouTube上的《誰來演戲》第二季播放列表

| 臺灣 鏡電視新聞台 每週日 23:00 - 23:30 | 臺灣 鏡電視新聞台 每週日 23:00 - 23:30 | 臺灣 鏡電視新聞台 每週日 23:00 - 23:30 |
| -------------------------------------- | -------------------------------------- | -------------------------------------- |
|                                        | 誰來演戲 （2025年3月2日－）            |                                        |
| 誰來演戲之圓桌對談 （2023年1月7日－）  | -                                      |                                        |